# Línia 9 del metro de Madrid
La Línia 9 del metro de Madrid és una línia de ferrocarril metropolità de la xarxa del metro de Madrid. Aquesta línia connecta les estacions de Paco de Lucía i  Arganda del Rey.